# Alberto Trabucchi
Alberto Trabucchi (* 26. Juli 1907 in Verona; † 18. April 1998) war ein italienischer Rechtswissenschaftler, Hochschullehrer, Richter und Generalanwalt am Europäischen Gerichtshof.

## Leben
Trabucchi studierte Rechtswissenschaften und wurde 1928 an der Universität Padua promoviert. Dort war er anschließend als Assistent am Institut für Rechtsphilosophie tätig und wurde später Privatdozent für Zivilrecht. An der Universität Ferrara hatte er von 1935 bis 1942 einen Lehrauftrag für Zivilrecht, wurde 1941 zum außerordentlichen Professor in Venedig ernannt und war ab 1942 ordentlicher Professor für Zivilrecht an der Universität Padua. Dort leitete er ab 1945 das Institut für Zivilrecht.  Am Europäischen Gerichtshof war er von März 1962 bis Ende 1972 als Richter tätig. Von 1973 bis 1976 war Trabucchi Generalanwalt am Europäischen Gerichtshof.

## Schriften (Auswahl)
- Istituzioni di diritto civile. CEDAM, Padua 1992, ISBN 88-13-17526-4.